# سیدنی آلتمن
سیدنی آلتمن(به انگلیسی: Sidney Altman) (زادهٔ ۷ مهٔ ۱۹۳۹ – ۵ آوریل ۲۰۲۲)
زیستشناس مولکولی، که در حال حاضر استاد شیمی در دانشگاه ییل است. در سال ۱۹۸۹ او به همراه توماس چک
«برای کشف خصوصیات RNA، ریبوزیم»
موفق به کسب جایزه نوبل در شیمی شد.
یکی از دانشجویان وی در مقطع فوق دکتری، رضا امینی بودند که مقاله های مشترک سیدنی التمن ارائه داده بودند و سمت استادی بیوشیمی دانشگاه علوم پزشکی ایران را به عهده داشتند.